# Friedrich Wilhelm von Kleist (militaire)
Ne doit pas être confondu avec Friedrich Wilhelm von Kleist (diplomate).
Pour les articles homonymes, voir Kleist.
Friedrich Wilhelm Franz Philipp Christian von Kleist (né en 1752 à Burg près de Magdebourg et mort en 1822 à Halle-sur-Saale) est un colonel prussien et chevalier de l'ordre Pour le Mérite.

## Biographie

### Origine
Il est issu de la famille noble de Poméranie primordiale von Kleist, qui était particulièrement populaire aux 18e et 19e Siècle la couronne prussienne a fourni de nombreux officiers et fonctionnaires administratifs. Il est le fils du capitaine prussien Hans Bernd von Kleist (1716-1755) et de la Philippine Catherine von der Hagen. Très tôt, il vient comme page à la cour de Frédéric II, où il se lie d'amitié avec le jeune prince Frédéric-Guillaume, qui devient plus tard le roi Frédéric-Guillaume II.

### Carrière militaire
Suivant la tradition familiale, il veut devenir officier professionnel et s'engage dans le régiment von Saldern en tant que caporal libre.Il est nommé enseigne le 16 juin 1770, sous-lieutenant le 14 juin 1776 et premier lieutenant le 30 juin 1787. Un mois plus tard, il est promu capitaine. Parallèlement, Frédéric-Guillaume II lui confie le poste d'aide de camp auprès du maréchal général prussien le duc de Brunswick, qu'il accompagne comme adjudant puis comme adjudant général jusqu'à ce que ce dernier soit mortellement blessé lors de la bataille d'Auerstedt. À ce poste, il participe également à la brève campagne contre la Hollande en 1787. Pour cette campagne, il est décoré par le roi en octobre 1787 de l'ordre Pour le Mérite. L'attribution de l'ordre est liée aux combats d'Amstelveen ; le prince héritier le félicite pour cette attribution dans une lettre du 12 décembre 1787 "...pour sa bonne conduite..."
Le 18 octobre 1790, il est ensuite promu au grade de major. Dans les années 1791/92, il est envoyé à La Haye en mission politique, où il fait manifestement ses preuves, car "... pour ses réalisations diplomatiques..." il est honoré par le gouvernement des États généraux de la "Grande Médaille d'Or du Mérite". Le 14 août 1798, il est promu lieutenant-colonel le 14 août 1798 et colonel le 17 juin 1800, tout en conservant sa position d'adjudant-général auprès du duc de Brunswick, dont il reste le compagnon et le conseiller dans les missions politiques du duc. Par la faveur du roi Frédéric-Guillaume III, il obtient l'assurance d'un domaine dans la nouvelle province de Prusse-Méridionale acquise par la Prusse lors du troisième partage de la Pologne. Cette promesse n'ayant pas pu être honorée, le roi indemnise Kleist en lui accordant une prébende de la collégiale Saint-Nicolas (de) à Magdebourg.
Lors de la bataille d'Auerstedt en 1806, le commandant en chef prussien, le duc de Brunswick, est grièvement blessé et aveuglé. Kleist parvient à l'extraire de la ligne de combat et à le ramener dans sa ville de résidence, Brunswick. Peu après, déprimé par la défaite prussienne, il demande son départ le 23 janvier 1807, ce que le roi accorde. Il vit dès lors comme civil jusqu'à sa mort, survenue le 16 juillet 1822, à Halle-sur-Saale.

### Famille
Kleist est marié à Johanne Marie Haase, une veuve bourgeoise commerçante. Ce mariage a d'abord posé problème, car le roi Frédéric II lui a refusé l'autorisation de mariage qu'il a demandée par lettre du 8 juillet 1780. Kleist s'obstine et réitére sa demande. Le roi exige alors l'accord du commandant von Kleist, le lieutenant général von Saldern, et après son approbation, il approuve le mariage, qui a alors lieu à Magdebourg le 19 décembre 1780. Sa fille, Friederike Wilhelmine (2 mars 1789 - 16 décembre 1874) épouse Friedrich Meckel, professeur d'anatomie à Halle, en 1809.